# Khitokha
Khitokha è una città del Bhutan situata nel distretto di Chukha.